# Smoaks
Smoaks és una població dels Estats Units a l'estat de Carolina del Sud. Segons el cens del 2000 tenia 140 habitants.

## Demografia
Segons el cens del 2000, Smoaks tenia 140 habitants, 59 habitatges i 41 famílies. La densitat de població era de 33,2 habitants/km².
Dels 59 habitatges en un 28,8% hi vivien nens de menys de 18 anys, en un 57,6% hi vivien parelles casades, en un 6,8% dones solteres, i en un 30,5% no eren unitats familiars. En el 23,7% dels habitatges hi vivien persones soles el 10,2% de les quals corresponia a persones de 65 anys o més que vivien soles. El nombre mitjà de persones vivint en cada habitatge era de 2,37 i el nombre mitjà de persones que vivien en cada família era de 2,78.
Per edats la població es repartia de la següent manera: un 23,6% tenia menys de 18 anys, un 4,3% entre 18 i 24, un 24,3% entre 25 i 44, un 30,7% de 45 a 60 i un 17,1% 65 anys o més.
L'edat mediana era de 44 anys. Per cada 100 dones de 18 o més anys hi havia 91,1 homes.
La renda mediana per habitatge era de 36.875 $ i la renda mediana per família de 39.250 $. Els homes tenien una renda mediana de 38.438 $ mentre que les dones 27.750 $. La renda per capita de la població era de 20.097 $. Entorn del 13,3% de les famílies i el 15,9% de la població estaven per davall del llindar de pobresa.

## Poblacions més properes
El següent diagrama mostra les poblacions més properes.